# Little Blakenham
Little Blakenham – wieś w Anglii, w hrabstwie Suffolk, w dystrykcie Mid Suffolk. Leży 7 km na północny zachód od miasta Ipswich i 106 km na północny wschód od Londynu. Miejscowość liczy 310 mieszkańców.